# Willem van Ketteler
Willem van Ketteler (Kasteel Assen in de tegenwoordige gemeente Lippetal, 1512 - Coesfeld, 18 mei 1582) was prins-bisschop van Münster in de 16e eeuw.

## Biografie
Willem van Ketteler was de oudste zoon van Godhard II Kettler zu Neu-Assen en zijn vrouw Sybille Sophie von Nesselrode. Zijn jongere broer Godhard zou de stamvader worden van Koerlandse dynastie van de Kettlers. Op 14-jarige leeftijd wer Willem van Ketteler in 1526 domheer in Münster. In 1539 zou hij afstuderen aan de universiteit van Bologna. In 1552 werd hij domproost in Münster.
In 1553 werd hij na de dood van bisschop Frans van Waldeck verkozen tot de nieuwe Prins-bisschop van Münster. Willem van Ketteler was fel gekant tegen de Reformatie die door de Duitse landen woedde. De prins-bisschop raakte in conflict met Willem V van Kleef over de bouw van een brug over de Lippe. Willem van Ketteler kon zich niet in bepaalde uitspraken van Paulus IV tijdens het Concilie van Trente vinden en hij abdiceerde daarom ook in 1557 en hij werd opgevolgd door Bernard van Raesfeld.
Tijdens de regering van zijn opvolger kreeg Willem van Ketteler huisvesting aangeboden en hij verhuisde dan ook naar Coesfeld. In die stad overleed hij ook in 1582.